# Gamonal
Gamonal est un village de l’Espagne, dans la commune de Talavera de la Reina, province de Tolède, communauté autonome de Castille-La Manche.

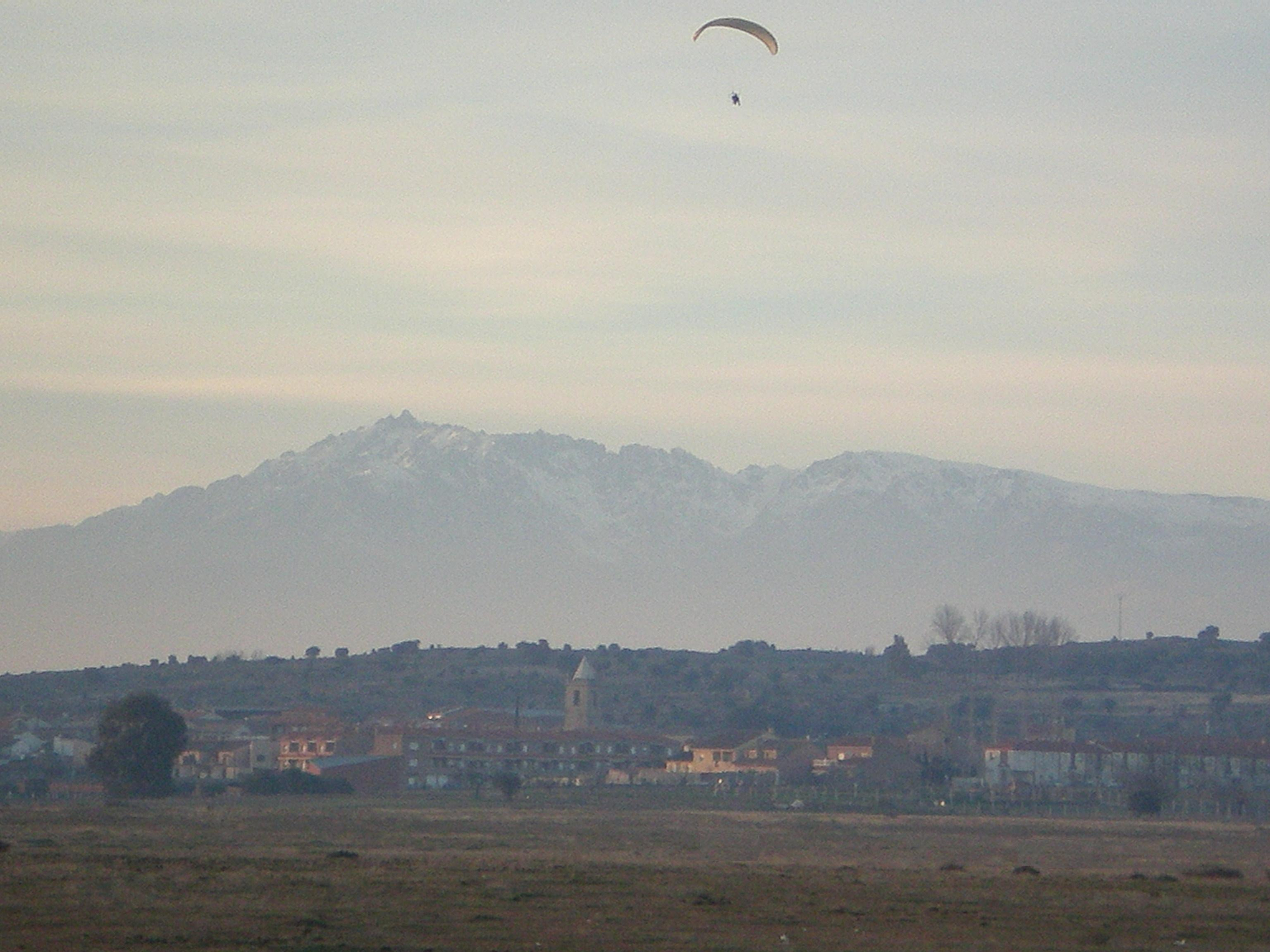
Gamonal et la Sierra de Gredos